# マシュー・ミッチャム
マシュー・ミッチャム（Matthew Mitcham OAM 、1988年3月2日 - ）はオーストラリアの男子飛込競技選手。
これまでは、2005年世界水泳選手権10m高飛込み12位など大きな実績はなかったが、2008年の北京オリンピックの3m板飛込みでは準決勝敗退に終わったものの、10m高飛込みでは中国勢の飛込競技全8種目完全制覇を阻止して金メダルを獲得した。
同性愛者であることを公表している。

## キャリア
ミッチャムはもともとトランポリン競技をしていた。オーストラリアスポーツ研究所の飛び込み競技のコーチであった王同祥によって注目された。ブリスベン郊外のチャンドラー水泳競技センターでは、数年にわたり彼は飛び込みとトランポリンの両方をしていた。
トランポリン選手としては彼はオーストラリア代表として1999年と2001年の世界ジュニア選手権に出場し、ダブルミニ競技で優勝した。また2003年のオーストラリア・ユースオリンピックでは6位であった。
2002年から2004年の間、ミッチャムは、参加した競技会で優勝をおさめる、飛び込み競技のナショナルジュニアチャンピオンであった。彼は2002年の世界ジュニア飛び込み競技選手権に参加し、1m飛び板飛び込みで11位、3m飛び板飛び込みで5位、10m高飛び込みで16位となった。2004年のJunior Nationalsでは、1m、3m飛び板飛び込みと10m高飛び込みと3mシンクロ飛び込みで優勝した。2004年のオリンピック代表選考会では彼は個人種目では3mと10mで3位となり、3m、10mのシンクロ競技では2位となったが、五輪参加資格を獲得しなかった。2005年には初めてシニアナショナルタイトルを獲得した。彼はオーストラリア・ユースオリンピック・フェスティバルに参加し、そこで1mで508.35の得点で銀メダル、3m、10mとスコット・ロバートソンと参加した3mシンクロで、565と 555.8と 316.23の得点をそれぞれ獲得した。2005年のモントリオールでの世界水泳選手権では彼は10m高飛び込みで560.73の得点で12位となった。
2006年に、ミッチャムはドイツ・グランプリで、3mで16位、10mで6位となり、フォート・ローダーデールでのアメリカ・グランプリでは3m飛び板飛び込みで8位となった。カナダ杯では3mで26位であったが、10m高飛び込みでは銅メダルを獲得した。彼はw:Australia at the 2006 Commonwealth Gamesの代表となり、1m、3mと10mの競技に出場した。彼は3mとロバートソンとの3mシンクロで4位となり、1mと10mでは5位となった。
2006年にはスポーツを休み、2007年に復帰し、いまのChava Sobrino の指導のもとニューサウスウェールズ・スポーツ研究所で練習を始めた。2008年のオーストラリア国体（Australian Nationals）では1m、3m、10mの個人で優勝した。この年のアメリカ合衆国のフロリダ州、フォート・ローダーデールでのダイビング・グランプリでは優勝した。

### 2008年北京五輪
ミッチャムは2008年北京五輪の 10m高飛び込みと3m飛び板飛び込みのオーストラリア代表になった。彼は3m飛び板飛び込みでは16位となり決勝進出資格を逃した。10m高飛び込みでは準決勝と決勝では2位につけた。決勝戦での最初の5回の飛び込みでのさまざまなものがないまぜにされた成功を経験した後、彼は2位につけた競技の最終ラウンドに臨み、中華人民共和国の周呂鑫とは34ポイントの差に迫った。周が自己最悪の飛び込みで74.80点となっても、ミッチャムは金メダル獲得のためには107.30点という高飛び込みでは大変高い得点を出す必要が依然としてあった。しかし、彼のほぼ完ぺきな最後のダイブは審判から4つの10点満点を引きだし、112.10点の得点を達成した。これは五輪史上単独の飛び込みの演技では最高点である。彼は全体で537.95点の得点で533.15点で終わった周を破り、1924年のパリ五輪のディック・イブ以来オーストラリア史上2つ目の男子飛び込み競技の金メダルをもたらした。彼の優勝によって中華人民共和国の飛び込み競技全種目金メダル獲得の目標は阻まれた。
| 「                  | ほんとに嘘みたいだよ。金がいけるなんて全然思ってなかった。ほんとはメダルに届くかさえ怪しいと思ってたんだ。最後の演技が終わって、見ると1位だった。それで思ったんだ、「終了、銀メダル！ 上出来じゃないか」ってね。そしたら勝っちゃった。信じられないよ。とても嬉しい。 It's absolutely surreal. I never thought that this would be possible, I wasn't even sure of my medal chances at all. After I did my last dive and I saw I was in first, I thought, "That's it, it's a silver medal, I am so happy with this" and then I won. I can't believe it, I'm so happy. | 」 |
| —ミッチャム（より） | |    |

オーストラリア郵政によって彼のメダル獲得を記念した50セント切手が発行された。彼の切手は彼の勝利の１か月後の2008年9月26日に発行された。

### 2009年以降
北京五輪後の、2009年世界水泳選手権ローマ大会の10メートル高板飛び込みでは4位となった。彼は、北京五輪決勝で破った中国の周呂鑫に敗れた。英国の新人トーマス・デーリーがこの大会のこの競技を制した。
2010年のコモンウェルスゲームでは、イーサン・ワレンとともにシンクロナイズド競技の3mと10mに参加し、彼は4つ銀メダルを獲得した。1m飛び板飛び込みの決勝では彼はカナダのアレクサンダー・ディスパティエに敗れ、彼の専門である10m高飛び込みではイギリスのトーマス・デーリーに二度目の敗北を喫した。
2012年、刊行の自伝『紆余曲折（Twists and Turns）』の概説に、彼は2011年に非医療用メタンフェタミン（覚せい剤の一つ）の使用を始め、その後薬物依存になり薬物依存者の自助組織のナルコティクス・アノニマス（w:Narcotics Anonymous）の支援によって回復したと書いている。薬物使用の理由に彼は「低い自己評価」「不安」「抑うつ」「パニック症候群」と10代のころには「自傷行為」を繰り返したことを明らかにし、北京五輪で金メダルを取った時でさえ「自分を2番にランキングされたと思った」「私は、何かで世界一になるという幼少期の夢の実現に失敗してきたのだった」との発言を引用し、だから薬物使用に手を染めたと述べた。オーストラリア五輪委員会委員会は2012年11月に、（2012年のロンドン五輪以前に起きていた）ミッチャムの薬物使用について知らなかったことと言明した。彼のような才能あるアスリートが恐るべき薬物にはまってしまうことは悲しいことであるとのべ、彼の回復と競技復帰を歓迎した。これをうけて同委員会は五輪選手は過去の薬物使用歴を明らかにすることを求める解決案を採択した。2011年11月に彼は腹筋の負傷から回復し、オーストラリアの競技会の10m高飛び込みで480.05点をつけ、五輪に戻ってきた。また、Male Diver of the Year 2012に指名された。2012年のロンドン五輪では10m高飛び込みで準決勝13位となり、決勝進出資格を失った。

## 私生活

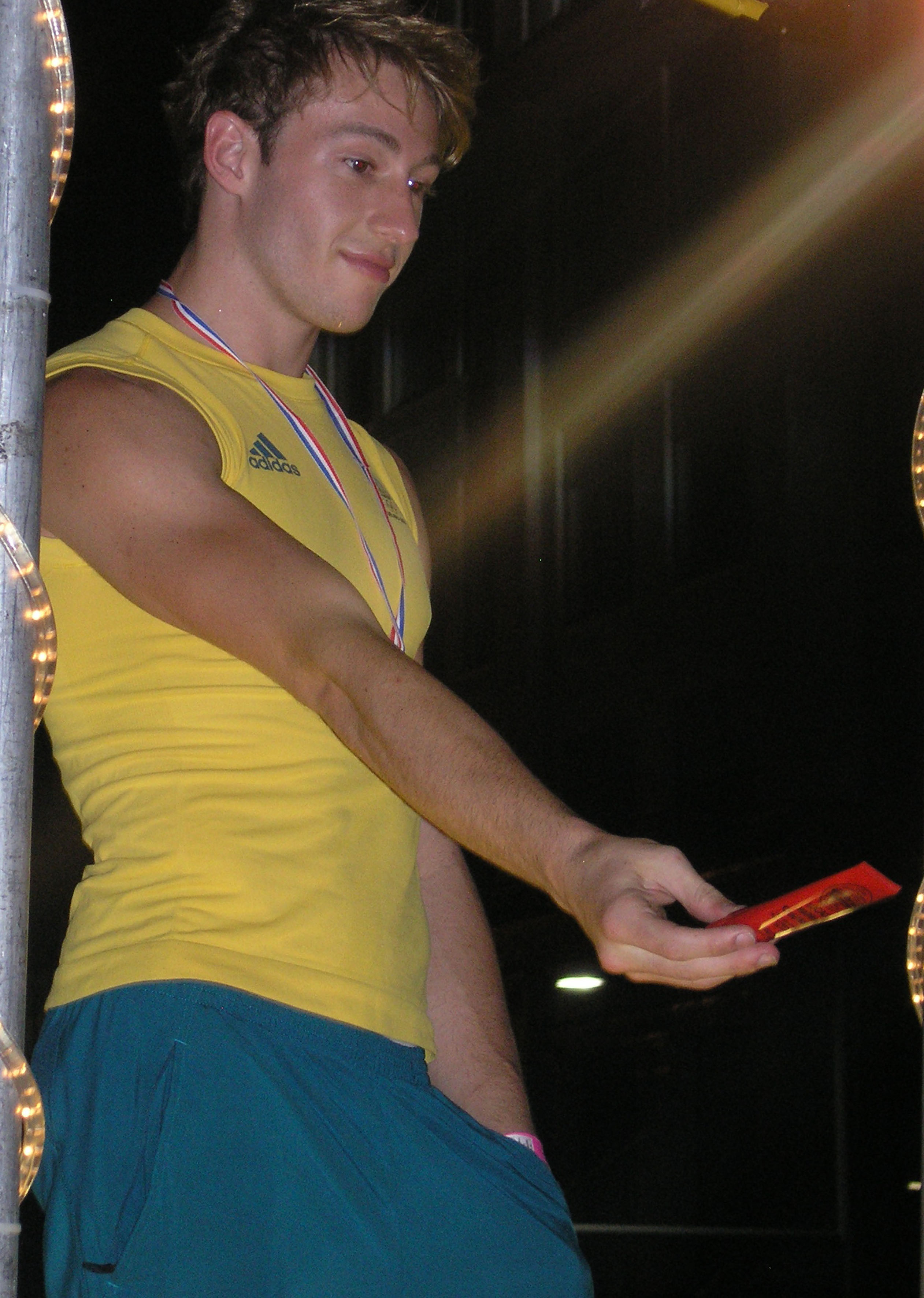
2009年のシドニー・ゲイ・アンド・レズビアン・マルディ・グラの旗手を務めるマシュー・ミッチャム。

ミッチャムはブリスベンで生まれたが、シドニーで生活とトレーニングをしている。2008年『シドニー・モーニング・ヘラルドトリビューン』が北京五輪の有力選手の取材中に、彼は公に自分がゲイであることを公表した。北京五輪の期間中に彼は国際的なゲイの出版物の一つ『アドヴォケイト（w:The Advocate）』の表紙を飾った。2008年8月と2009年9月にはオーストラリアのゲイ向けの刊行物『DNA』誌の表紙を飾った。彼のボーイフレンド、ラクラン・フレッチナーは北京五輪期間中の9月に観客としてミッチャムに帯同した。フレッチナーの北京行きにはw:Johnson & Johnsonの「アスリート・ファミリー・サポート・プログラム」により、渡航費が与えられた。ミッチャムはオーストラリアでは最初のオープンリーゲイの五輪代表選手だと記者らは考えたために、彼はメディアの擁護を受けた。しかし2004年のアテネ五輪の飛び込み競技10m高飛び込みで銀メダルを獲得したマシュー・ヘルムが五輪出場前にゲイであることを公にしたオーストラリアの五輪代表選手である。他に特筆すべきゲイのオーストラリア五輪代表選手にはジ・ウォラスが含まれる。彼は2000年のシドニー五輪でトランポリン競技で銀メダルを獲得した。しかし彼がゲイであることを公表したのは五輪後である。
彼が10m高飛び込みで優勝する前に、w:Outsports.comはミッチャムを北京五輪参加選手で唯一のオープンリーゲイのアスリートだと報じていた。
ミッチャムはカム・アウトについて聞かれると「性的指向が私の信念、意見、他人からの知覚への悪影響だとは思っていないし、ゲイであろうとストレートだろうとバイセクシャルだろうとトランスジェンダーだろうとexperimentalだろうと、私は気にしない。私には、それらは人々に何ら影響を与えるものではないと見える」と答えてきた。ミッチャムは北京五輪後に、ゲイのティーンエイジャーからたくさんの手紙が届いたと言い「本当に素晴らしいことだし本当に謙虚だ」と述べている。2009年と2010年に彼は「samesame.com.au」の読者に「もっとも影響力のある25人のゲイのオーストラリア人」のひとりに選ばれている。

## スポンサー
彼の飛び込み競技での業績にもかかわらず、ミッチャムはスポンサーを得るのに苦慮していた。「The Advocate」誌上での編集者の一人は
「金メダルに名誉に男の恋人を獲得したときに金もうけができない男とは何なのだ？（"What's a guy to do when he's got the gold, the fame, the man - but no big-time endorsements?"）」と書いた。2009年にミッチャムはオーストラリアのプロバイダー業者テルステラ社から経済的支援を受けた。
2010年3月、彼は「ファンキー・トランクス」の新しい顔に発表され、オーストラリア、ヨーロッパ、アメリカ合衆国の広告キャンペーンに姿を見せた。彼はまた、同ブランドのスポークスマンであり「スイムウェア・アンバサダー」である。

## その他
- 2008年の「Australian Sports Performer of the Year」に選ばれたあとの2009年にゲイ・アンド・レズビアン・マルディ・グラ[22] のパレードの旗手を務めている。
- 2010年2月と3月に、「オーストラリアのもっとも人気のあるアスリート8人の勝利への挑戦の様々なエピソード」を扱ったRexona Greatest Athlete Australia の第2シーズンのリアリティ番組シリーズのベストアスリート賞を受賞した。
- 彼はまた2010年のドイツのケルンでのゲイ・ゲームズに協力することを表明している。彼はこの競技会の推進を見てきた[23]。この競技会は、他の地域や文化的イベント同様に35の種目がある。
- 彼はオーストラリアのゲーム・ショーTalkin' 'Bout Your Generationのエピソードの一つに、コメディアンのジョシュ・トーマスとともに'Gen Y'（ジェネレーションY）を代表して参加している。